# Holthuser Kirche

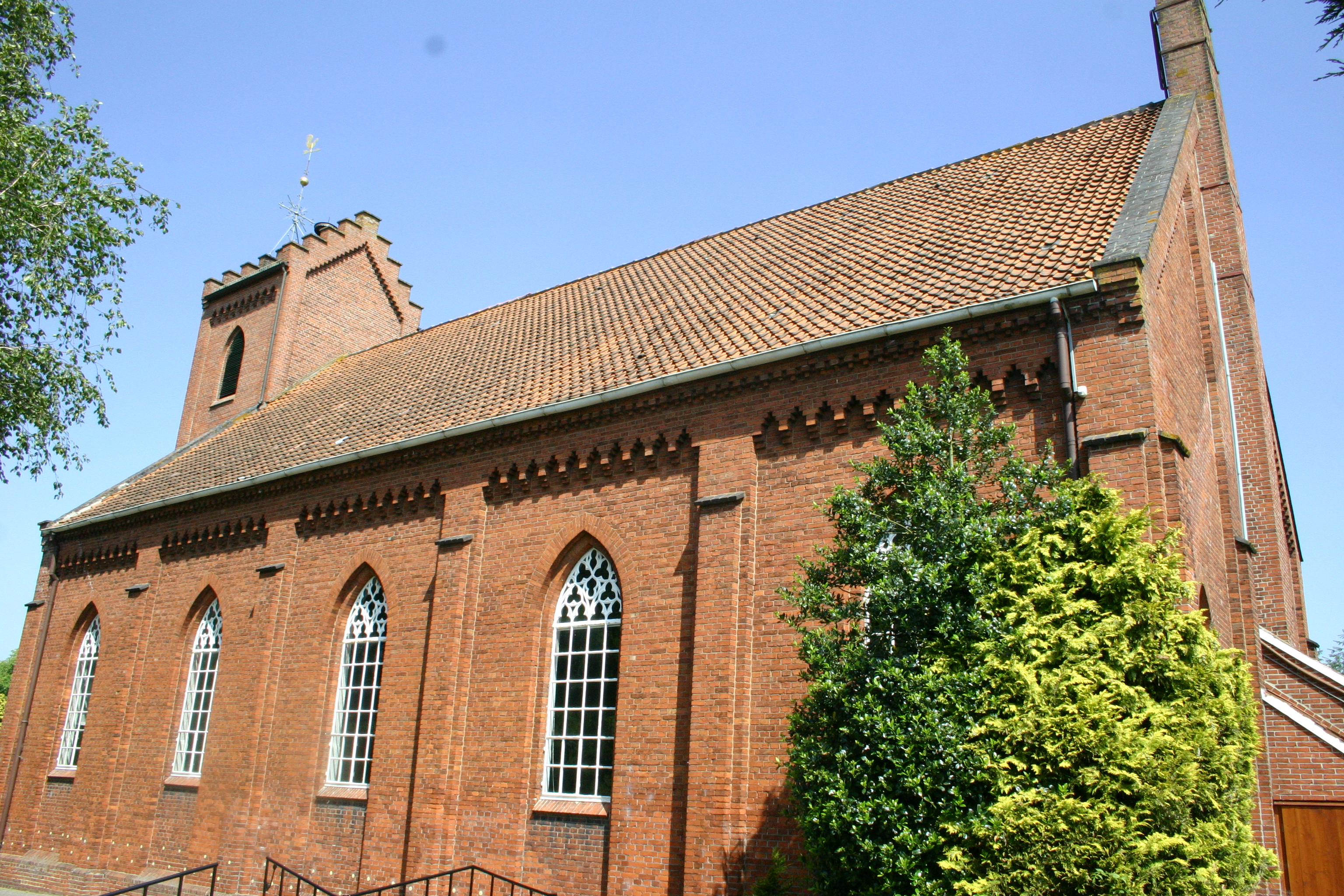
Kirche in Holthusen

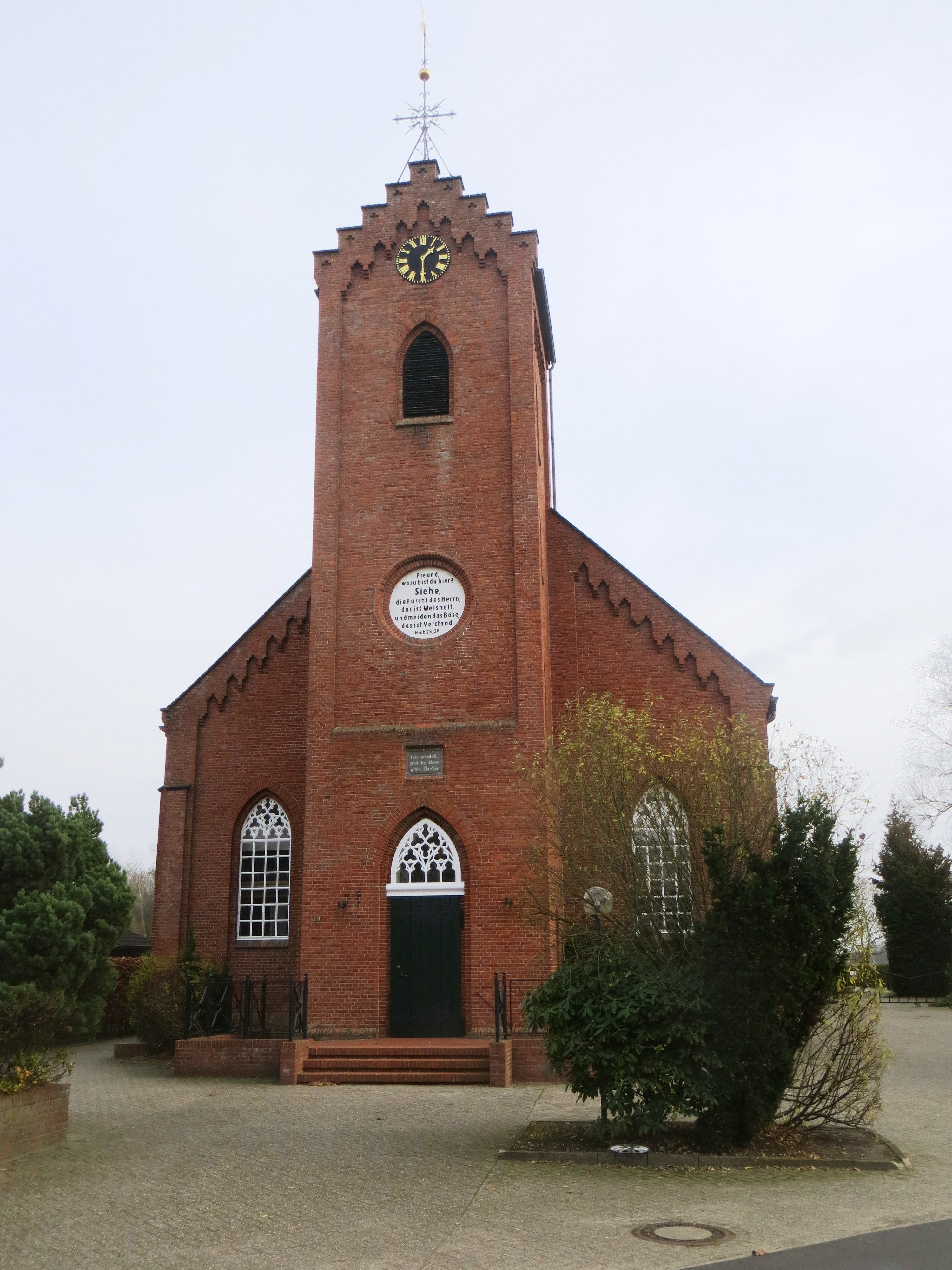
Glockenturm von Westen

Die evangelisch-reformierte Holthuser Kirche in Holthusen im ostfriesischen Rheiderland wurde im Jahr 1882 als neugotische Saalkirche gebaut.

## Geschichte
Holthusen gehörte in kirchlicher Hinsicht ursprünglich zu Weener und wurde erst 1899 selbstständig. Seit 1873 unterhielt sie jedoch mit Fr. Julius Vog(e)t einen eigenen Prediger, der die Filialgemeinde leitete. Pastor Voget führte Spendenaufrufe durch und die Witwe Dirksen stiftete das Grundstück, sodass 1881 die Backsteinkirche errichtet und 1882 eingeweiht werden konnte. Die Finanzierung der gesamten Ausstattung wurde durch eine anonyme Spende ermöglicht. Aufgrund dessen erhielt die Kirche auch den Namen „Gottesgabenkirche“. Nach 14 Jahren als Pfarrgehilfe wurde Voget 1887 zum Pfarrer ernannt und wirkte in der Holthuser Gemeinde 50 Jahre. Er starb 1940 im Alter von 89 Jahren.
Die Kirchengemeinde war ein Zentrum der ostfriesischen Bekennenden Kirche. Im Zweiten Weltkrieg erlitt die Kirche schwere Schäden. Das Einzugsgebiet der Gemeinde umfasst neben Holthusen auch Holthuserheide und Tichelwarf. Der Innenraum erfuhr 1990 eine Renovierung. Zur Kirchengemeinde gehören etwa 2250 Mitglieder.

## Architektur
Die Saalbau aus roten Backsteinen wird von einem Satteldach bedeckt. Die Giebel weisen einen Konsolfries auf. Die Langseiten sind durch Lisenen gegliedert und die spitzbogigen Fenster mit eisernem Maßwerk versehen. Unter der Traufe befindet sich ein Konsolfries.
Der Glockenturm mit Satteldach und dem markanten Treppengiebel ist an der westlichen Straßenseite angebaut und dient auch als Eingang. Eine Glocke wurde von der Firma Radler aus Hildesheim gegossen und bereits 1881 aufgehängt.

## Ausstattung

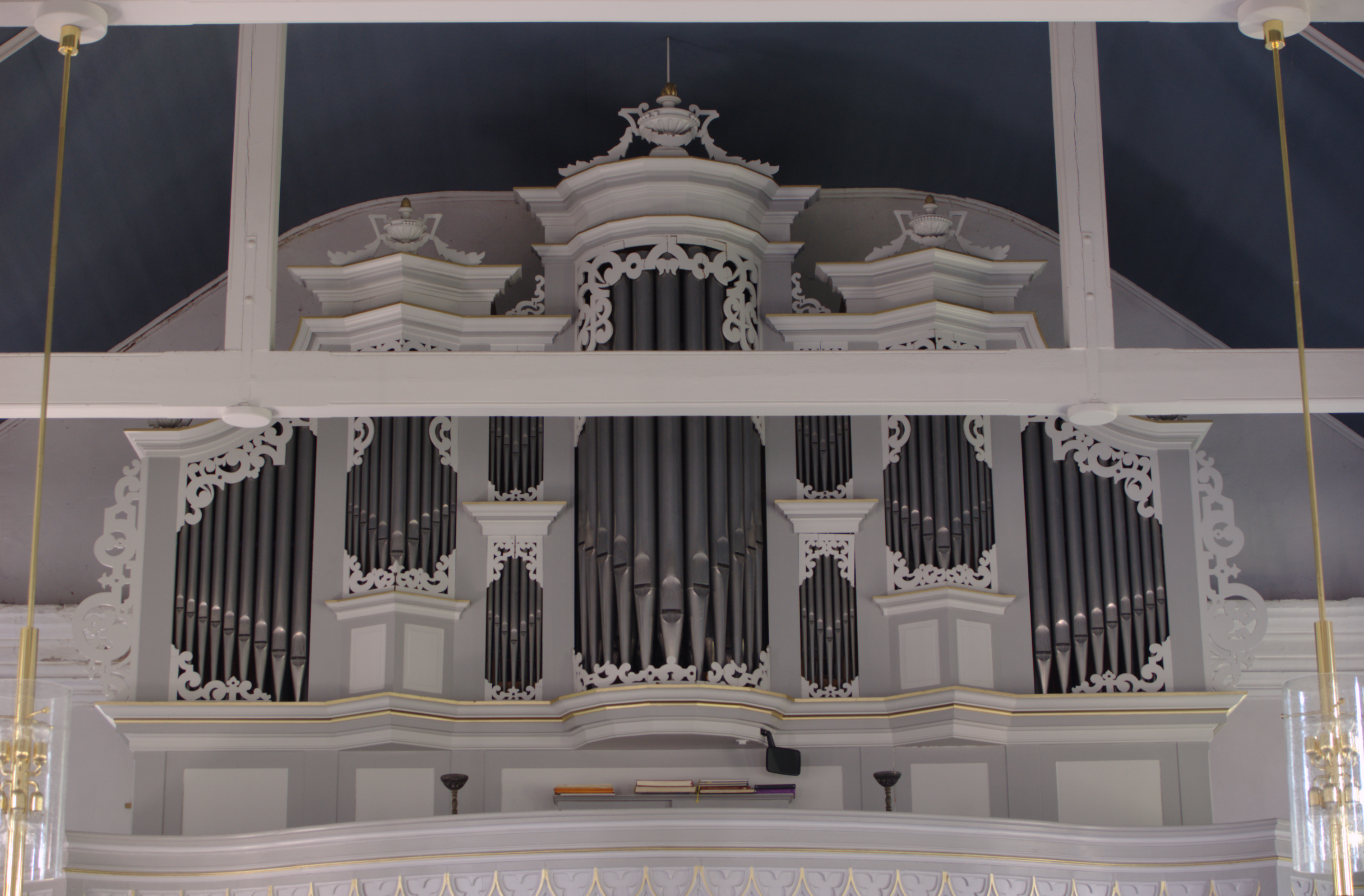
Führer-Orgel von 1970 hinter historischem Gehäuse

Der Innenraum wird von einer Holzdecke in Trapezform abgeschlossen. Die Kanzel ist an der östlichen Wand angebracht.
Zu den Vasa Sacra gehören zwei Kelche, zwei Kannen und eine Patene aus dem 19. Jahrhundert.
Johann Diepenbrock erbaute im Jahr 1892 auf der Westempore eine Orgel hinter einem klassisch gestalteten Prospekt. Im Ersten Weltkrieg mussten die Prospektpfeifen für Rüstungszwecke abgegeben werden. Die Firma Friedrich Klassmeier führte anschließend einen Umbau durch. Das Innenwerk wurde aufgrund von Feuchtigkeitsschäden und Vandalismus im Zweiten Weltkrieg stark in Mitleidenschaft gezogen, als die Kirche kanadischen Soldaten als Kino diente und in der Orgel der Projektor aufgestellt wurde. Nach dem Krieg wurde das Instrument nur notdürftig repariert. Im Jahr 1970 erfolgte ein Orgelneubau mit 13 Registern auf zwei Manualen durch die Orgelbauwerkstatt Alfred Führer hinter dem erhaltenen Prospekt.